# Васил Стумбов
Васил Филипов Стумбов е български революционер, деец на Вътрешната македоно-одринска революционна организация, Македонския младежки съюз и Вътрешната македонска революционна организация.

## Биография
Васил Стумбов е роден на 20 ноември 1895 година в костурското село Вишени, тогава в Османската империя, днес в Гърция. Брат му Анастас Стумбов е член на ВМОРО. Учи в Костурската българска прогимназия. Васил Стумбов влиза във ВМОРО. В 1913 година след Междусъюзническата война емигрира в Свободна България. В град Варна завършва средно образование и постъпва на работа в БДЖ. Става член на ВМРО в Бургас. Включва се и в работата на Македонския младежки съюз.
В 1930 година се жени за Здравка Трифонова (1911 -1995), дъщеря на Александър Трифонов,  председател на Бургаското македонско благотворително братство. Има трима сина - Филип (1931 - 1995), Александър (1937 - 2022) и Воин (1944).
Стумбов е активист на Македонската младежка културно-просветна организация „Пелистер“ в Бургас. В 1929 година е делегат на V конгрес на Македонския младежки съюз (15 – 17 декември) и е избран за подпредседател на конгреса. През ноември същата година е делегат и на VІІІ Редовен конгрес на Съюза на македонските емигрантски организации. На 14 април 1932 година срещу Стумбов е извършен опит за убийство от страна на протогеровисткото крило във ВМРО.
След преврата на 19 май 1934 година съдейства на Иван Михайлов и Менча Кърничева да избягат в Турция, за което Стумбов е арестуван, но е освободен по-късно от Бургаския съд поради липса на доказателства, което е посрещнато с неодобрение от Югославия. Стумбов е уволнен от БДЖ. Създава дружество „Васил Стумбов и Сие“. Закупува мелница в околностите на град Несебър.
На 29 май 1936 година по нареждане на Дирекцията на полицията в София председателят на Бургаското братство Стумбов е поставен под наблюдение. Към него е прикрепен разузнавач, който го следи всеки ден и писмено докладва къде ходи и с кого се среща. От докладите става ясно, че Стумбов посещава сладкарниците „Бистра планина“ (на Лазар Блажев), „Милка“, „Малина“ (на Братя Анастасови) и „Аврам М. Чальовски“ на главната улица „Александровска“, както и кафенетата „Бяло море“ (на Гого Бобев), „Вардар“ и „Солун“. Стумбов се среща с доктор Бърдаров и Манол Чальовски, съдени за участие в бягството на Михайлов, с тъст си Александър Трифонов, бивш инструктор на ВМРО в Петричко, често ходи и в Поморие и Несебър.
През май 1941 година Васил Стумбов заедно с Андон Калчев, Георги Саракинов, Спиро Василев и Тома Бакрачев основават Македонобългарски комитет в Лерин и Костур, който действа за присъединяването им към България. Стумбов заедно с Лазар Киселинчев е делегат на Общокостурския граждански комитет в София.
През юли 1943 година Васил Стумбов заедно с Йосиф Кузев Марков, Христо Руков, Спиро Василев и Кръстьо Янков Кръстев пристигат в Битоля и се срещнат с привържениците на ВМРО в града – адвоката Георги Атанасов, Сотир Тренчев, Стефан Светиев, доктор Борис Светиев и отново заминават за Костурско, за да подпомогнат въоръжената борба на българското население.
След Деветосептемврийския преврат, в 1949 година е изселен със семейството си в град Айтос. На връх Великден 1951 година е арестуван и изпратен в лагера „Белене“. Същата година е освободен и живее със семейството си в Търново. В 1956 година се преселва в София.
Стумбов оставя спомени за Гоце Делчев. По спомени на Васил Стумбов са публикувани множество народни песни от Македония.
Васил Стумбов почива на 9 юли 1973 година в дома си в София.